# Artem Milevski
Artem Volodímirovitx Milevski (en ucraïnès Артем Мілевський) (Mazir, Belarús, 12 de gener de 1985) és un futbolista naturalitzat ucraïnès que juga com a davanter en el Dinamo de Kíev de la Premier League d'Ucraïna.